# Afro-argentinos
Os afro-argentinos são argentinos que têm a totalidade ou a maior parte de sua origem étnica proveniente da África Subsariana. Desempenharam um papel importante na história argentina, desde que passaram a compor mais da metade da população de algumas cidades durante o século XVIII e tiveram um profundo impacto na cultura nacional, mas diminuíram acentuadamente em número ao longo do século XIX, e desde o final do mesmo tornaram-se uma minoria muito pequena, tal como hoje.
A chegada de africanos subsarianos ao território atualmente argentino deveu-se originalmente ao comércio transatlântico de escravos bem como ao comércio de escravos descendentes de africanos que chegaram de lugares fora da África (como parte do Brasil atual), que operou durante o período de dominação espanhola na região e, em muito menor medida, durante as primeiras décadas após a independência argentina.
Para além desta imigração forçada original, no final do século XIX começaram a chegar imigrantes negros de Cabo Verde; mas não o fizeram como escravos mas sim voluntariamente devido à forte crise económica e social que existia na então colónia portuguesa. Este fluxo migratório continuou em pequena escala (com grande aumento na década de 1920) até à década de 1940, e atualmente estima-se que cerca de 300 cabo-verdianos vivam na Argentina, enquanto os descendentes (com um grau significativo de ascendência) do total desses imigrantes são mais de 10.000.
Neste momento existe uma pequena onda de imigração da África Ocidental (principalmente do Senegal) que começou na década de 1990, há uma minoria de negros entre os imigrantes de países americanos de onde a imigração vem ocorrendo desde antes de meados do século XX (como Peru, Uruguai e, em menor medida, Brasil), mas mais numerosa desde outros onde a mesma começou no século XXI (como Colômbia, Venezuela, República Dominicana e Haiti).
O principal motivo do acentuado declínio da população negra local, ocorrido no século XIX, foi a miscigenação (desde a época colonial) com os maiores grupos, que são as populações branca e ameríndia respectivamente. Os primeiros, embora já fossem parte relevante dos habitantes, tornaram-se majoritários através da grande onda de imigração ocorrida entre meados dos séculos XIX e XX, promovida pela Constituição de 1853 e que veio principalmente da Europa e do Médio Oriente. De fato, a Argentina é o segundo país do mundo que recebeu o maior número de imigrantes naquele período histórico, com 6,6 milhões (embora apenas a metade tenha se estabelecido definitivamente no país), abaixo apenas dos Estados Unidos, com 27 milhões, e acima de países como Canadá, Brasil, Austrália, etc. Isso fez com que, ao longo dos anos, a miscigenação produzisse um fenômeno de absorção da minoria não-branca (ameríndia e negra) pela maioria branca, embora a população ameríndia fosse menos afetada do que a negra por ser mais numerosa e sobre tudo mais tarde devido à onda de imigração de sul-americanos que existe no país desde o inicio do século XX, que é em boa parte composta por ameríndios (embora geralmente também provenham de uma mistura racial de várias gerações), o que significa que desde então (mas especialmente a partir na década de 1950, quando parou a chegada em grande número de imigrantes brancos europeus e médio-orientais) sua quantidade tenha aumentado em número, e também como percentagem da população total, em relação ao final do século XIX.
Ao invés, o número de negros, que na época da independência já possuíam um grau significativo de miscigenação (porque ocorria fortemente naquela parte da população desde o início do século XVIII), na segunda metade do século XIX continuou sua redução, mas com maior rapidez pois, por um lado, a chegada de escravos praticamente parou por completo (além disso, já estava em franco declínio desde o final do século anterior, como a própria escravidão), e por outro, seus descendentes continuaram sucessivamente a ter filhos principalmente com brancos (ainda mais frequentemente do que antes devido à grande imigração) ou ameríndios, de modo que os genes africanos subsarianos diminuíram gradualmente em cada geração subsequente resultante dessas uniões (enquanto genes de outras origens, especialmente europeus, aumentaram) a ponto de se tornarem uma pequena parte do genótipo e  pararam de ser evidentes na aparência física.
Isso contribuiu para a origem posterior da crença de que os negros haviam "desaparecido" da Argentina, porque no inicio do século XX quase todos os descendentes de africanos subsarianos, por sua vez, tinham ancestrais europeus, médio-orientais ou nativos americanos e, geralmente, em um grau maior, portanto apresentavam uma aparência ambígua ou eminentemente branca ou ameríndia, além do fato de que normalmente não sabiam ter parte de sua ancestralidade oriunda da África Subsariana. Por isso, devido a essa miscigenação, quase todos os atuais descendentes de negros da época colonial e do século XIX são brancos ou, em menor medida, ameríndios. No entanto, a população negra aumentou ligeiramente nas últimas décadas com a chegada de estrangeiros nos fluxos migratórios mais recentes.

## História
Segundo relatos históricos, os primeiros negros chegaram à Argentina no final do século XVI, na condição de escravos, desembarcando na região da bacia do Rio da Prata, onde está localizada a capital, Buenos Aires. Eram geralmente destinados ao trabalho na agricultura, pecuária ou aos serviços domésticos. Entre o final do século XVIII e o início do XIX, os negros, embora em grande parte o produto de vários graus de mistura racial com brancos e ameríndios, eram numerosos em várias partes do país, chegando a constituir cerca de metade da população de algumas cidades como Santiago del Estero, San Fernando del Valle de Catamarca, Salta, Córdova e San Miguel de Tucumán. Em a cidade de Buenos Aires, o bairro de Montserrat (antes conhecido como Barrio del Tambor - Bairro de Tambor -, por ser conhecido como local de cultos africanos) eram habitados por muitos escravos negros, alguns dos quais trabalhavam como artesãos para seus senhores. De fato, os negros eram cerca de um terço da população da cidade, segundo sondagens realizadas no início dos anos 1800.
A escravidão foi abolida oficialmente na Argentina em 1853 (embora estivesse em claro declínio há várias décadas - na verdade, em 1813, antes da independência total, a "liberdade dos ventres" foi declarada, pela qual os descendentes dos escravos seriam livres -), mas já naquela época a população negra estava em declínio.
Algumas teorias antigas sustentavam que no século XIX diminuiu drasticamente devido a vários fatores, como constituir a maioria das fileiras inferiores dos exércitos que lutaram nas guerras da independência da Argentina (c. 1810-1818), altas taxas de mortalidade infantil, baixo número de casais negros, ser usado como bucha de canhão em guerras internas pós-independência e a Guerra da Tríplice Aliança, e uma epidemia de febre amarela em 1871.
Nas últimas décadas quase todas essas teorias foram desacreditadas, embora ainda sejam publicadas na mídia. A teoria atualmente mais aceita é que o principal motivo do declínio da população negra no que hoje é a Argentina foi a forte mistura racial com brancos e ameríndios nos séculos XVIII e XIX.
A mistura foi promovida pelos governos da época como um método para, a princípio, tornar os não-brancos racialmente mais próximos dos brancos para construir o que a elite via como uma sociedade moderna; e em uma segunda era (a partir de meados do século XIX), para fazer os não-brancos declinarem gradualmente por meio de sua "diluição" em uma maioria branca que se tornaria como tal com a promoção da imigração maciça de brancos da Europa e do Oriente Médio, que começou a chegar desde então até a década de 1940. Ao mesmo tempo, os não-brancos buscavam constantemente se misturar racialmente com os brancos como uma forma de fazer com que seus filhos escapassem da discriminação (e da escravidão no período colonial) e tivessem acesso a privilégios que foram reservados para a elite branca.
Este processo é conhecido como branqueamento e foi realizado em todo o continente americano do século XVIII ao início do século XX, embora os resultados fossem diferentes em cada região dependendo dos métodos utilizados e de certas características particulares (como diferenças demográficas e o impacto da imigração). Baseou-se na ideia de que os brancos (especialmente os pertencentes às culturas da Europa Ocidental) eram os únicos capazes de dar continuidade a uma civilização, enquanto a maioria dos não-brancos (como ameríndios e negros) estava inevitavelmente ligada à barbárie.
Embora seja verdade que os negros constituíram uma parte importante dos exércitos e milícias do século XIX, eles não eram a maioria e nem seu número diferia muito dos ameríndios e brancos mesmo nas camadas mais baixas (a chamada bucha de canhão). As epidemias de febre amarela que afetaram a cidade de Buenos Aires (especialmente a mais letal, que foi a de 1871) também não tiveram muito efeito, já que os estudos demográficos não sustentam essa visão (ao contrário, mostram que os mais afetados foram imigrantes europeus recentes vivendo na pobreza) e, além disso, essa teoria não explica o declínio da população negra no resto da Argentina.
Esses velhos argumentos foram formulados apenas com base em conjecturas, mas desde o século XX têm sido difundidos de forma permanente na Argentina pelo sistema educacional e pela mídia (ainda hoje) devido à falta de ênfase no estudo do tema e como método de invisibilização da população não-branca que perdurou no país (embora depois do século XIX os negros tenham se tornado uma porcentagem mínima da população argentina, os ameríndios continuaram a ser uma importante minoria que, já antes de meados do século XX, cresceu - e continua a crescer - devido à nova onda de imigração de países sul-americanos), que serviu para que, no imaginário social, a identidade argentina se baseasse exclusivamente na população branca, especialmente os descendentes de imigrantes europeus.
Ao contrário de outras regiões da América onde havia forte segregação violenta de não-brancos, as elites locais acreditavam que a descendência de não-brancos poderia ser melhorada pela mistura racial com brancos. A exceção, desde meados do século XIX, eram aqueles não-brancos que ainda viviam em sociedades tribais que não faziam parte da cultura argentina e não estavam sob o controle do governo, neste caso ameríndios de vários povos indígenas locais que geralmente teve conflitos com ele (outros, por outro lado, estavam se integrando à sociedade do país), vistos como selvagens incorrigíveis que impediam o progresso e ameaçavam a nação. Isso levou a guerras contra eles (como algumas da Campanha do Deserto) que em alguns casos culminaram em assassinatos em massa e genocídios (até mesmo fazendo desaparecer algumas etnias), além da tomada de suas terras.
No período colonial tardio, a mistura racial era comum pois, apesar do racismo prevalecente na época, o nível de segregação e violência contra os não-brancos que faziam parte da sociedade colonial nos territórios que atualmente fazem parte da Argentina, era menor do o que existia em outras colônias europeias na América e em outras regiões coloniais espanholas onde uma maior intensidade de trabalho escravo era necessária (como enclaves de mineração ou grandes propriedades agrícolas em regiões tropicais). Por isso, houve menos maus-tratos aos escravos, que também tinham maior liberdade de circulação, principalmente os que trabalhavam no campo, onde o trabalho associado à pecuária e à agricultura extensiva era fundamentalmente necessário. Também era mais comum que pudessem comprar sua liberdade, de modo que, mesmo várias décadas antes da abolição da escravidão, ela estava em claro declínio.
Por outro lado, devido à associação da negritude com a barbárie, já no final do século XVIII os negros (que então normalmente tinham um certo grau de mistura racial e, portanto, a pele mais clara do que a maioria dos escravos recém-chegados da África, como bem como traços menos típicos da raça), de acordo com seu grau de liberdade ou bom relacionamento com seus senhores ou meio social branco, gradativamente passaram a ser registrados nos censos e documentos legais em categorias pseudo-raciais confusas como pardos ou trigueños (que também incluíam ameríndios que faziam parte da sociedade colonial e até brancos com alto grau de mistura racial) para separá-los de seu passado de escravo e torná-los, teoricamente, mais funcionais à sociedade moderna que pretendia-se criar (de acordo com a visão eurocêntrica das autoridades), e isso causou para os negros já misturados uma melhor posição social e um maior grau de liberdade ao se distanciar de suas categorias raciais originais. Em outros casos, também por seu fenótipo ambíguo, vários tentaram ser registrados como índios (se eles pudessem explicar que eles tinham ascendência indígena) porque isso lhes permitiu obter a liberdade, já que desde o século XVI nas colônias espanholas havia proibido a escravidão de indígenas americanos por meio das Leis Novas e das Leis das Índias (apesar disso, acontecia ilegalmente, mas com muito menos frequência do que a escravidão de negros africanos e seus descendentes, que era permitida). Houve até casos de mulheres negras com alto grau de mistura racial que conseguiram ser registradas como señoras ou doñas (categorias reservadas apenas para mulheres brancas) com a ajuda de brancos de seu ambiente (por exemplo, casais).
Essas situações fizeram com que os negros preferissem formar família com brancos e ameríndios (neste caso apenas até meados do século XIX, quando os traços dessa raça tornaram-se menos desejáveis devido à perseguição que começou contra vários povos indígenas) para ter filhos que tiveram pele mais clara e feições mais distantes dos nativos da África subsaariana, o que aumentou seu grau de mistura racial e, portanto, diminuição, que perdurou com força mesmo quando a escravidão foi abolida, já que pessoas de pele mais clara continuaram a governar a sociedade e compor a maioria da elite, deixando assim a pele escura associada à pobreza na idiossincrasia argentina.
A classificação de um número crescente de não-brancos (especialmente aqueles que tinham pelo menos alguma mistura racial) em novas categorias pseudo-raciais ambíguas foi planejada pelas autoridades nos últimos anos do período colonial como um método para movê-los de suas identidades raciais originais (negros e índios) na tentativa de torná-las mais assimiláveis na sociedade moderna que se pretendia criar. Essa foi a primeira parte do branqueamento, conhecido como clareamento, em que os não-brancos foram gradativamente colocados em categorias mais próximas do branco, que era o mais desejável. Além disso, a elite branca, que era uma minoria na maioria dos lugares até meados do século XIX, usou isso como uma forma de diferenciar entre "nós" e "eles", permitindo que muitas pessoas "abandonassem" suas categorias raciais indesejáveis originais, mas ao mesmo tempo impedindo que fosse classificado como branco (já que em certos casos eles apresentavam um aspecto mais próximo do branco do que o de outras raças) para negar-lhes acesso a poderes e privilégios que eram reservados a uma minoria.
Assim, termos como morochos ou criollos (que ampliou seu significado colonial original, que se referia apenas aos brancos de ascendência espanhola nascidos na América) passou a ser utilizado para catalogar a grande maioria da população que não era claramente branca (ou brancos descendentes de espanhóis da época colonial no caso dos criollos), auxiliando posteriormente na narrativa do desaparecimento de ameríndios e negros no país. As próprias pessoas pertencentes a essas raças (que já eram fortemente misturadas racialmente, principalmente no caso dos negros) buscaram ativamente se identificar com as novas categorias por serem simbolicamente mais próximas da branquitude, o que possibilitou mais benefícios e menos discriminação. Só os negros de pele escura eram considerados como tal, e por serem minoria até mesmo dentro da própria população negra argentina, eram considerados casos isolados ou estrangeiros (já que, desde o final do século XIX, vários deles eram imigrantes africanos livres recém-chegados principalmente de Cabo Verde). No caso dos ameríndios, só passaram a ser considerados como tais aqueles que faziam parte dos povos indígenas que ainda sobreviviam (que representavam uma pequena minoria), mas não aqueles que faziam parte da sociedade argentina não-indígena majoritária.
Em 1887, a porcentagem oficial da população negra era calculada em 1,8% do total. A partir desse momento não será registrado nos censos. A posição do Estado foi explicitada novamente quando foi realizado o Censo Nacional de 1895, quando os responsáveis afirmaram:

Não demorará muito para que a população seja completamente unificada em uma bela nova raça branca.
Em referência à mistura racial ocorrida com os negros por várias gerações, em 1905 o jornalista Juan José de Soiza Reilly afirmava em seu artigo Gente de color - Gente de cor - (publicado na revista Caras y Caretas) que:

Aos poucos, essa raça vai desaparecendo... a raça vai perdendo sua cor original na mistura. Fica cinza. Ela se dissolve. Torna-se clara. A árvore africana está gerando caucasianas flores brancas.
A partir de então e por quase um século, na Argentina praticamente nenhum estudo foi feito sobre os afro-argentinos.

## Situação atual
Em 2006,  realizou-se um censo piloto nos bairros de Monserrat, em Buenos Aires, e em Santa Rosa de Lima, em Santa Fe, verificando-se que 5% da população argentina sabia que tinha antepassados vindos da África e que 20% considerava que poderia ter antepassados negros mas não tinha certeza. Este estudo foi feito pelo Centro de Genética da Faculdade de Filosofia e Letras de Buenos Aires, que estimou também que 4,3% da população de Buenos Aires tinha registros genéticos africanos. Na região de La Plata, as contribuições européia, indígena e africana foram de, respectivamente, 67.55% (+/-2.7), 25.9% (+/-4.3), e 6.5% (+/-6.4). Quanto à população de Mendoza, um estudo genético encontrou a seguinte composição autossômica (DNA herdado tanto por parte de mãe quanto por parte de pai e que permite inferir toda a ancestralidade de um indivíduo): 46,80% de ancestralidade européia, 31,60% indígena e 21,50% africana. Em Santiago del Estero foi encontrada contribuição africana de 23,6%, em Catamarca 18,7% e em La Rioja 10,1%, em um estudo genético autossômico de 2011.

## Influência cultural

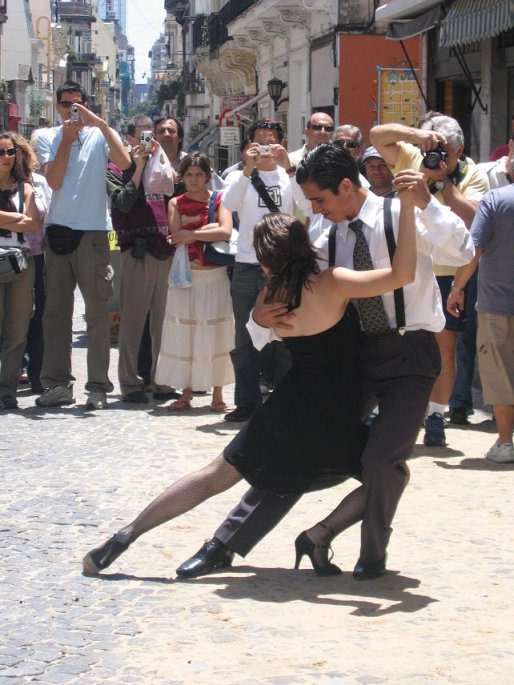
O tango, música afro-rioplatense.

Possivelmente o efeito mais duradouro da influência negra na Argentina seja o tango, que cobre parte das características e das festividades e cerimônias que os escravos faziam nos chamados tangós, que eram as casas de reuniões em que se agruparam com permissão dos seus patrões. A milonga e a chacarera também vêm desta influência, assim como a payada. O pianista Rosendo Mendizábal, autor de El entrerriano, era negro, assim como Cayetano Silva, compositor da  Marcha de San Lorenzo, e Zenón Rolón, que escreveu a marcha fúnebre que, em 1882, foi executada em honra ao libertador José de San Martín, ao retornar seu corpo a Argentina.
A linguagem argentina está repleta de terminações africanas, por exemplo, mina (utilizado como sinônimo de mujer), mucama, mondongo, quilombo, banana, arroró, marote. No ámbito religioso, são venerados  San Baltasar — um dos reis magos - e San Benito, ambos negros.
Todavia, o racismo continua no país, e os termos negrita, morocho ou cabecita negra —dirigidos a pessoas de  classe social mais baixa, mas com um forte conteúdo semântico vinculado a raça seguem sendo utilizados.[carece de fontes?] Segundo  Alejandro Frigerio, antropólogo da  Universidade Católica de Buenos Aires,  o termo ‘negro’  atualmente se aplica - de maneira um tanto vaga - a  qualquer pessoa que tenha a pele mais escura, inclusive aos descendentes de indígenas ou a imigrantes do Oriente Médio."

## Poemas de afro-argentinos
En medio de mi pueblo estoy aislado,
porque donde mi cuna se meció
con ímpetu arrojada de su lado,
una raza de parias ha quedado
y a aquella raza pertenezco yo.
Y ni patria tenemos, si existe,
de su seno nos supo conscribir;
las cargas sean para un hombre triste.
Y si un solo derecho nos asiste,
ha de ser el derecho de morir.
(Horacio Mendizabal, poeta afroportenho,1869)
Ah maldito, maldito mil veces
seas blanco sin fe, tu cruel memoria
es eterno baldón para tu historia.
(Casildo Thompson, poeta afroportenho, 1878).
Ya no hay negros botelleros,
ni tampoco changador,
ni negro que vende fruta,
mucho menos pescador;
porque esos napolitanos
hasta pasteleros son
y ya nos quieren quitar
el oficio de blanqueador.
Ya no hay sirviente de mi color
porque bachichas toditos son;
dentro de poco ¡Jesús por Dios!
bailarán zamba con el tambor.
(Anônimo, provavelmente do final do século XIX)

## Categorias raciais coloniais
Durante a colônia, as autoridades espanholas qualificaram várias "raças", aquelas derivadas da união de pessoas negras africanas com pessoas de outras origens étnicas. Os nomes utilizados foram:
- Mulato: entre negro/a e branco/a.
- Tercerão: entre branco/a e mulato/a.
- Quarterão: entre branco/a e terceirãos/a.
- Quinterão: entre branco/a e quarterão/a.
- Zambos: entre negro/a e índio/a.
- Zambos pretos: que tinham forte cor negra.
- Salto atrás: quando uma criança era mais negra que seus pais.

Estas classificações eram utilizadas para estigmatizar as pessoas e impedir seu acesso social. Em alguns casos, conhecidas personalidades históricas se encontraram nesta situação, como Bernardo de Monteagudo e Bernardino Rivadavia que foram classificados como "mulatos".

## Organizações
Em 9 de Outubro de 2006, foi criado o Foro de Afrodescendientes y Africanos en la Argentina (em português, "Fórum de Afrodescendentes e Africanos da Argentina"), com o objetivo de promover o pluralismo social e cultural e a luta contra a discriminação da população negra.
O "Instituto Nacional contra a Discriminação" (INADI) é o organismo público encaregado de combater a discriminação e o racismo na Argentina.